# 朗达维尔
朗达维尔（法語：Landaville，法語發音：[lɑ̃davil] ⓘ）是法国大東部大區孚日省的一个市镇，属于讷沙托区。

## 地理
朗达维尔（48°17'19"N, 5°44'37"E）面积13.06 平方千米，位于法国大東部大區孚日省，该省份为法国东北部内陆省份，北起默兹省和默尔特-摩泽尔省，西接上马恩省，南至上索恩省和贝尔福地区省，东临上莱茵省和下莱茵省。
与朗达维尔接壤的市镇（或旧市镇、城区）包括：欧努瓦、博夫勒蒙、穆宗河畔锡尔库尔、然维洛特、莱姆库尔、奥兰维尔、鲁夫尔拉谢蒂沃、蒂约。

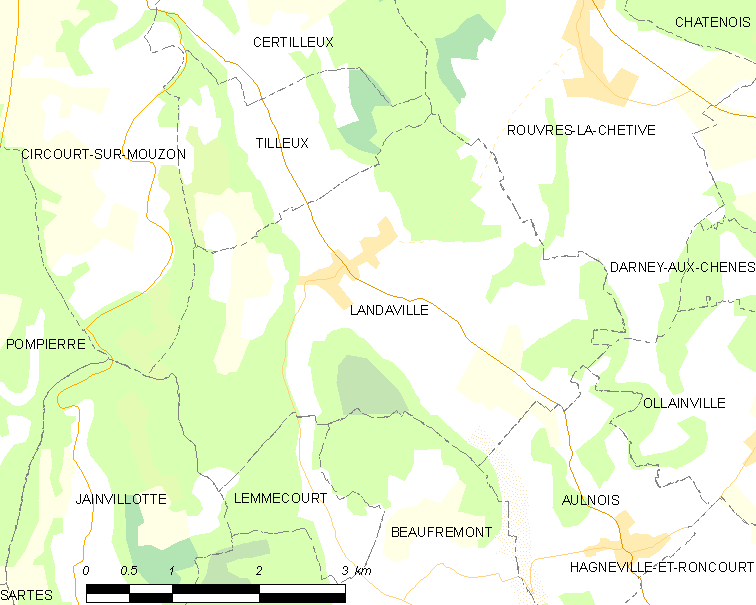
朗达维尔的OSM定位图

朗达维尔的时区为UTC+01:00、UTC+02:00（夏令时）。

## 行政
朗达维尔的邮政编码为88300，INSEE市镇编码为88259。

## 政治
朗达维尔所属的省级选区为讷沙托县。

## 人口

1962-2008年间朗达维尔人口变化图示

朗达维尔于2022年1月1日时的人口数量为291人。